# Habsburg Anna lengyel királyné
Ausztriai Anna (németül: Anna von Österreich, lengyelül: Anna Habsburżanka; Graz, Stájerország, Szent Római Birodalom, 1573. augusztus 16. – Varsó, Lengyel–Litván Nemzetközösség, 1598. február 10.), Habsburg főhercegnő, III. Zsigmond első feleségeként Lengyelország királynéja (egyben litván nagyfejedelemasszony) 1592 májusától, majd azon év novemberétől Svédország királynéja is 1598 februárjában bekövetkezett haláláig. Egyetlen felnőttkort megért fia a későbbi IV. Ulászló volt.

## Életrajza

### Származása és neveltetése
A főhercegnő a Habsburg-ház tagjaként született 1573. augusztus 16-án, Grazban, a Stájer Hercegségben. Édesapja II. Károly osztrák főherceg, II. Miksa német-római császár és magyar király öccse volt. Édesanyja a Wittelsbach-házból származó Mária Anna, aki V. Albert bajor herceg és a szintén Ausztriai Anna – apja testvérének – leánya volt. Ezáltal szülei közeli rokoni kapcsolatban álltak egymással: édesanyja apja unokahúga volt.
Anyja jelentős támogatója volt az ellenreformációnak egész Belső-Ausztriában, gyermekeit is erős katolikus neveltetésben részesítette. Az imádságok mellett oktatásukban nagy hangsúlyt fektettek a latin nyelvre. Anna szülei második gyermekeként jött világra, ő volt az első leány. Születésekor bátyja, az alig egy évvel korábban született Ferdinánd már nem élt. A főhercegnőt 1590-ig bezárólag további tizenhárom gyermek követte: öt fiú és nyolc leány.

### Házassága körülményei

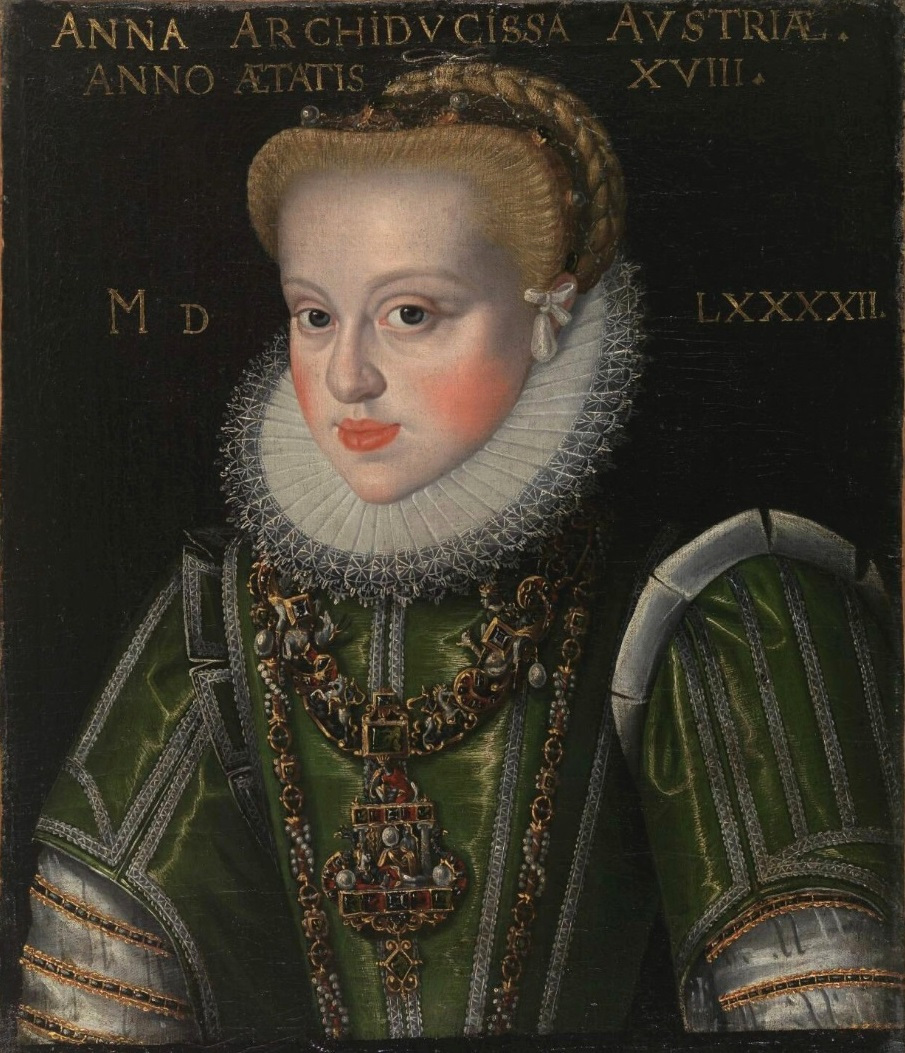
A tizennyolc esztendős Anna főhercegnő (ismeretlen festő, 1592, Germanisches Nationalmuseum)

1577-ben Antonio Possevino, a Svéd Birodalom egyházi követe javaslatot tett III. János svéd királynál, hogy uralkodóháza, a Vasa-ház kössön dinasztikus házasságot a katolikus Habsburg-dinasztával. Ez abban az időszakban zajlott, amikor a svéd uralkodópár, János király és a királyné, Lengyelországi Katalin az ellenreformáció támogatója volt. A pápa jóváhagyta Anna és a svéd koronaherceg, Zsigmond házasságának tervét, ezáltal a két dinasztia közötti szövetség gondolatát. Ezért 1578-ban Possevino követ grazi látogatását követően magával vitte a főhercegnő portréját Svédországba.
Ezután azonban a Habsburg–Vasa házassági tervek egy időre leálltak. Felmertült Anna és Lotaringiai Henrik nászának gondolata, hogy megakadályozzák a franciák terjeszkedését a Lotaringiai Hercegségben. 1585-ben az unokatestvérével, II. Rudolf német-római császárral kötendő házasság lehetősége is megfogalmazódott, ám végül ebből sem lett semmi.
Báthory István 1586-os halála után a Lengyel–Litván Nemzetközösség élére János svéd király fiát választották III. Zsigmond néven, mivel anyja révén a Jagellók leányági leszármazottja volt, így rokona Báthory özvegyének, Jagelló Anna lengyel királynőnek. Zsigmondot édesanyja a protestáns svéd királyi udvarban mély katolikus neveltetésben részesítette. Lengyel királlyá választását követően Anna özvegy királynő a szintén katolikus Anna főhercegnővel való házassági terveket újrakezdte. A főhercegnő szülei azonban a lotaringiai herceggel való frigyet pártolták, mivel aggasztotta őket a lengyel politikai instabilitás, Jan Zamoyski kancellár ellenállása, egyúttal rokonuk, Habsburg Miksa főherceg lengyel korona utáni ambíciói.
Rudolf császár 1591-ben végül úgy döntött, hogy Anna számára a Zsigmonddal kötendő frigy lesz a legmegfelelőbb. A hivatalos eljegyzést 1592 áprilisában ünnepélték Bécsben, ahol május 4-én meghatalmazottak útján sorkerült a házasságra. Ezt követően a főhercegnő édesanyja társaságban Krakkóba utazott. Tényleges esküvőjükre, egyúttal Anna lengyel királynévá koronázására május 31-én került sor a waweli székesegyházban, Stanisław Karnkowski prímás celebrálásában. Frigyüket, valamint Zsigmond Habsburg-szövetségi politikáját a lengyel–litván nemesség számos tagja határozottan ellenezte.

### Lengyel és svéd királynéként

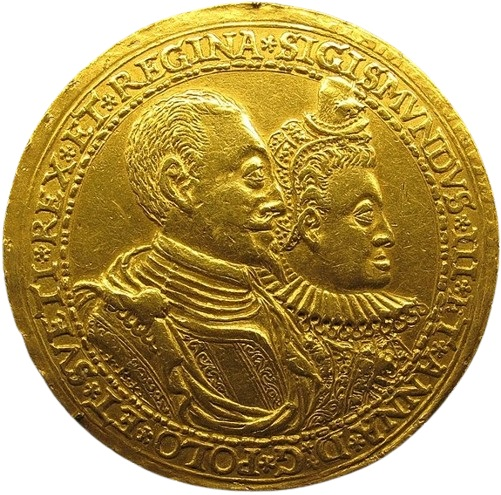
Anna királyné (jobbra) és III. Zsigmond király arcával (balra) ellátott aranyérme (1598)

Bár házasságuk Anna korán bekövetkezett halála miatt mindössze hat esztendeig tartott, ám a korabeli beszámolók alapján kapcsolatuk harmonikusnak bizonyult, szerették egymást. Anna, bár nem volt vonzó, neveltetéséből fakadóan kiemelkedően intelligens személyiség volt. Erős és megbízható támasza lett férjének abban a bizonytalan lengyel politikai helyzetben, ami az 1590-es évekket jellemezte az országban. Mély és őszinte vallásosságát egyszerű életmódjával és karitatív tevékenységével bizonyította. A Habsburg-ház Annától remélte az osztrák–lengyel viszony rendezését, egyúttal, hogy szerepet vállal a svédek katolicizmushoz való visszatérésében.
Apósa, III. János svéd király 1592 novemberében bekövetkezett halála után Zsigmond Svédországba akart utazni, hogy mielőbb megkoronáztassa magát svéd királynak is, ám előbb megvárta várandós felesége szülését, aki ekkor volt áldott első gyermekükkel. A kisleány, aki végül 1593 májusában született, az Anna Mária nevet kapta. Nem sokkal ezt követően, 1593 nyarán indultak útnak Svédországba. Oda érkezve Anna kényelmetlennek találta a stockholmi királyi palotát, hithű katolikusként pedig mélyen megvetette az országban uralkodó protestantizmust.
Zsigmond legközelebbi bizalmasaként fontos politikai szerepet játszott. Nem bízott férje protestáns nagybátyjában, Södermanland hercegében, mert úgy vélte, Zsigmond ellen agitál. Anna nem akarta, hogy férjével együtt egy lutheránus püspök koronázza őket svéd uralkodóvá, ám ezt a kívánságát a heves ellenkezések miatt el kellett engednie. Koronázási szertartásuk végül 1594. február 19-én zajlott az uppsalai dómban. A királyné ekkor második gyermekét várta, ám a kialakult nyugtalanság miatt, amit katolikus személyük váltott ki, az ország mielőbbi elhagyására késztette őket. Zsigmond nagybátyját, Károly herceget tette meg Svédország kormányzójává. Anna terhessége miatt azonban az indulással még várniuk kellett. 1594 áprilisában végül megszületett második gyermekük, egy újabb leány, Katalin. A hercegnő azonban alig egy hónap múlva, május 16-án elhunyt. A királyné Isten büntetéseként tekintett gyermeke halálára, ami szerinte azért következhetett be, mert a leányt nem katolikusnak keresztelték. 

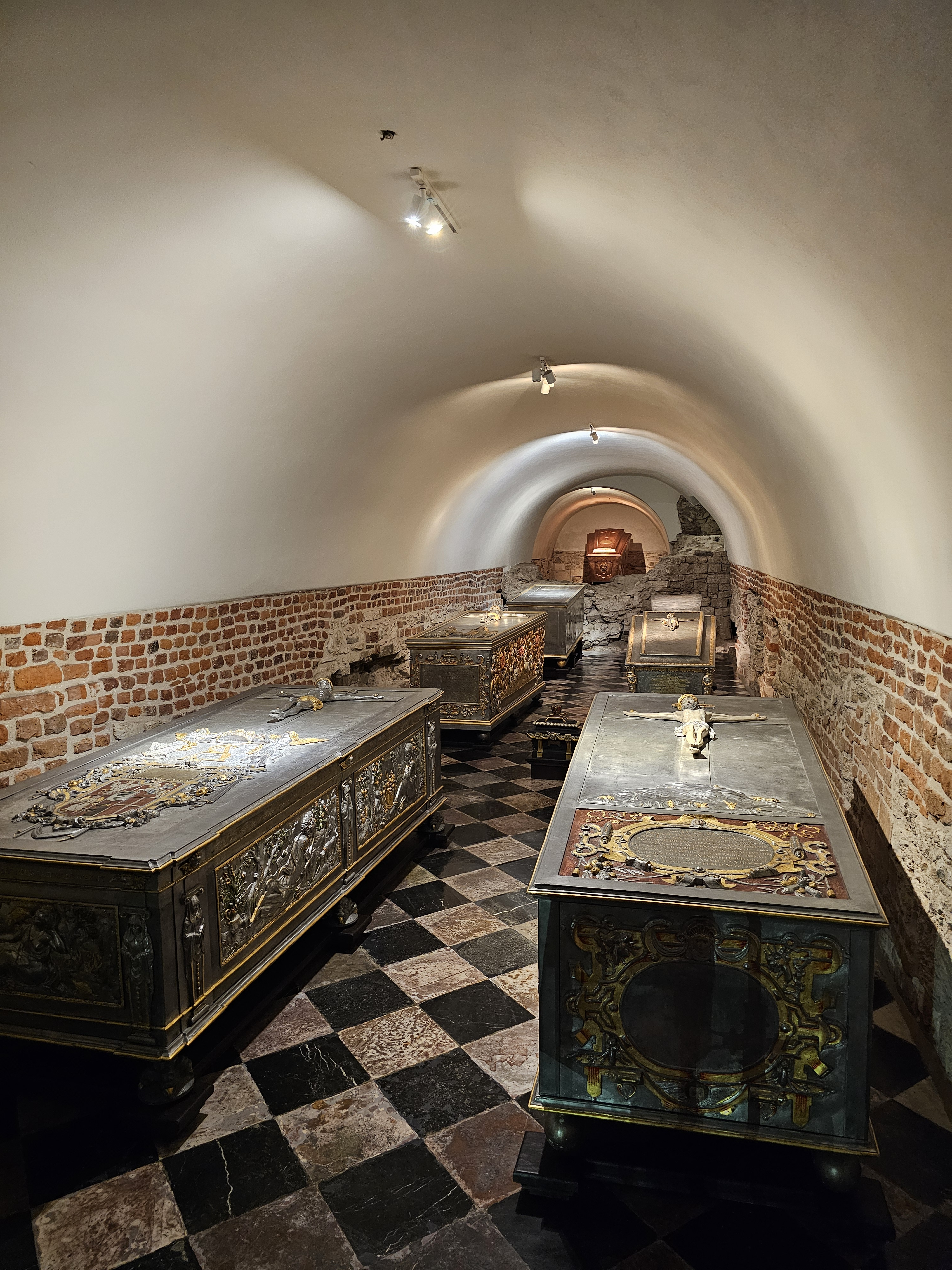
Anna sírja (balról a második) a waweli székesegyházban
(Krakkó, Lengyelország)

1594 nyarán férjével együtt visszatértek Lengyelországba, ahova bádogkoporsóban magukkal vitték gyermekük bebalzsamozott holttestét, hogy katolikus lengyel földön temethessék el. Egy évvel később, 1595 júliusában megszületett első fiuk, a trónörökös, Ulászló Konstantin. 1596 szeptemberében egy újabb leánynak adott életet, ám a szintén Katalinnak keresztelt gyermek még egy éves kora előtt, 1597 júniusában elhunyt. A királyné 1597 telén, ötödik terhessége során influenzaszerű betegséget kapott, majd 1598. február 10-én, mindössze huszonnégy esztendős korában Varsóban elhunyt. Halála után a testéből kivett gyermeket Kristófnak keresztelték, ám a fiú még aznap meghalt.
Anna holttestét Krakkóban, a waweli székesegyházban helyezték el. Férje mélyen meggyászolta szeretett feleségét és legfőbb támaszát. 1605-ben házasodott újra: anyósa, Mária Anna tanácsára elhunyt felesége húgát, Konstancia főhercegnőt vette feleségül, aki további hét utóddal ajándékozta meg. Anna halála után szinte napra pontosan két évvel, 1600. február 9-én legidősebb leánya, Anna Mária szintén elhunyt. Egyetlen felnőttkort megért fiából azonban IV. Ulászló néven Lengyelország királya lett.